# Stefanie Glaschke
Stefanie Glaschke (* 15. April 1967) ist eine deutsche Sachbuchautorin, freie Journalistin und Online-Redakteurin im Bereich Psychologie und Lebenshilfe. Sie ist bei der Frauenzeitschrift Hexenpost und dem Nachrichtenportal NewsXpress redaktionell verantwortlich. Als Journalistin und Dozentin ist sie für verschiedene Auftraggeber tätig. Des Weiteren ist Stefanie Glaschke Initiatorin des Präventionsprojektes „Glossar gegen häusliche Gewalt“ sowie der Demokratieprojekte „Ein Platz für Demokratie und Toleranz“ und „Lebenswege – Menschen in Bewegung“.

## Leben
Stefanie Glaschke, die aus Hemslingen stammt, wurde 1967 als ältestes von sieben Geschwistern geboren. Nach dem Abitur 1986 nahm sie ein Studium der Evangelischen Theologie an der Westfälischen Wilhelms-Universität in Münster auf. Danach absolvierte sie ein Studium zur psychologischen Beraterin am Institut für Angewandte Psychologie und Psychosomatik (IAPP) in Düsseldorf.
Im Jahr 2001 veröffentlichte Glaschke ihr erstes Buch Fahrschule zum Erfolg. 2006 eröffnete sie die Website hexenvonheute.de. Sie veröffentlichte mehrere Bücher, darunter Mein magischer Alltag und Das Liebeswissen der weisen Frauen. In einem Beitrag von n-tv über Glaube und Aberglaube wurde sie als „Hexenlehrerin“ bezeichnet, die online „Hexenschüler“ unterrichte. Sie arbeitet als Dozentin und Coach für Unternehmen und Organisationen und lebt in Niedersachsen. Seit 2017 betreibt sie einen Medien- und Presseservice.

## Veröffentlichungen
- Fahrschule zum Erfolg. Corona-Verlag, Hamburg, 2003, ISBN 3-934438-14-8.
- Erfolgreich lernen für die Grundschule. Urania Verlag, Stuttgart, 2003, ISBN 978-3-332-01448-8.
- Das FROSCH-Prinzip: so verwandeln Sie Ihre Ideen in greifbare Erfolge. Hugendubel, München, 2004, ISBN 978-3-7205-2507-7.
- mit Anja Fitzner: Entspannung für Kinder: [das Übungsbuch]. Urania, Stuttgart, 2004, ISBN 3-332-01542-7.
- Unsere Patchwork-Familie: mit gemeinsamen Übungen fürs neue Familienglück. Urania, Stuttgart, 2005, ISBN 978-3-332-01713-7.
- Das Seelenwissen der weisen Frauen: die 13 Regeln der Weisheit. Lüchow Verlag, Bielefeld, 2009, ISBN 978-3-89901-191-3.
- Das Liebeswissen der weisen Frauen: Harmonie, Entfaltung, Partnerschaft. Lüchow Verlag, Bielefeld, 2010, ISBN 978-3-89901-336-8.
- Mein magischer Alltag: das Hexen-Handtaschen-Buch. Lüchow Verlag, Bielefeld, 2011, ISBN 978-3-89901-441-9.
- Von Krafttieren und Seelengefährten. J.Kamphausen, Bielefeld 2014, ISBN 978-3-89901-767-0.
- Wie ich an einem Wochenende (k)einen Roman schrieb. Independent Publishing, ISBN 979-8379075798.